# ميغيل تشافيس
ميغيل تشافيس (بالإسبانية: Miguel Chaves)‏ هو لاعب هوكي الحقل إسباني، ولد في 10 فبراير 1955.

## وصلات خارجية
- ميغيل تشافيس على موقع الاتحاد الدولي للهوكي (الإنجليزية)
- ميغيل تشافيس على موقع أوليمبيديا (الإنجليزية)
- ميغيل تشافيس على موقع اللجنة الأولمبية الإسبانية (الإسبانية)